# Museo de los Niños de Indianápolis
El Museo de los niños de Indianápolis (en inglés, The Children's Museum of Indianapolis) es el museo infantil más grande del mundo. Se encuentra en Indianápolis, en el estado de Indiana, en los Estados Unidos.
El museo está acreditado por la Alianza Americana de Museos. Con 43 933.85 m² de superficie y cinco plantas de exposición, recibe más de un millón de visitantes anualmente. Su colección está formada por más de 105 000 objetos y se divide en tres grandes campos: el Mundo Natural, el Mundo Cultural y la Experiencia Americana. Entre las exposiciones permanentes, hay un hábitat simulado de dinosaurios del Cretácico, un tiovivo y una locomotora de vapor. Como el público objetivo del museo son los niños, la mayoría de las exposiciones están diseñadas para que ellos puedan participar activamente.

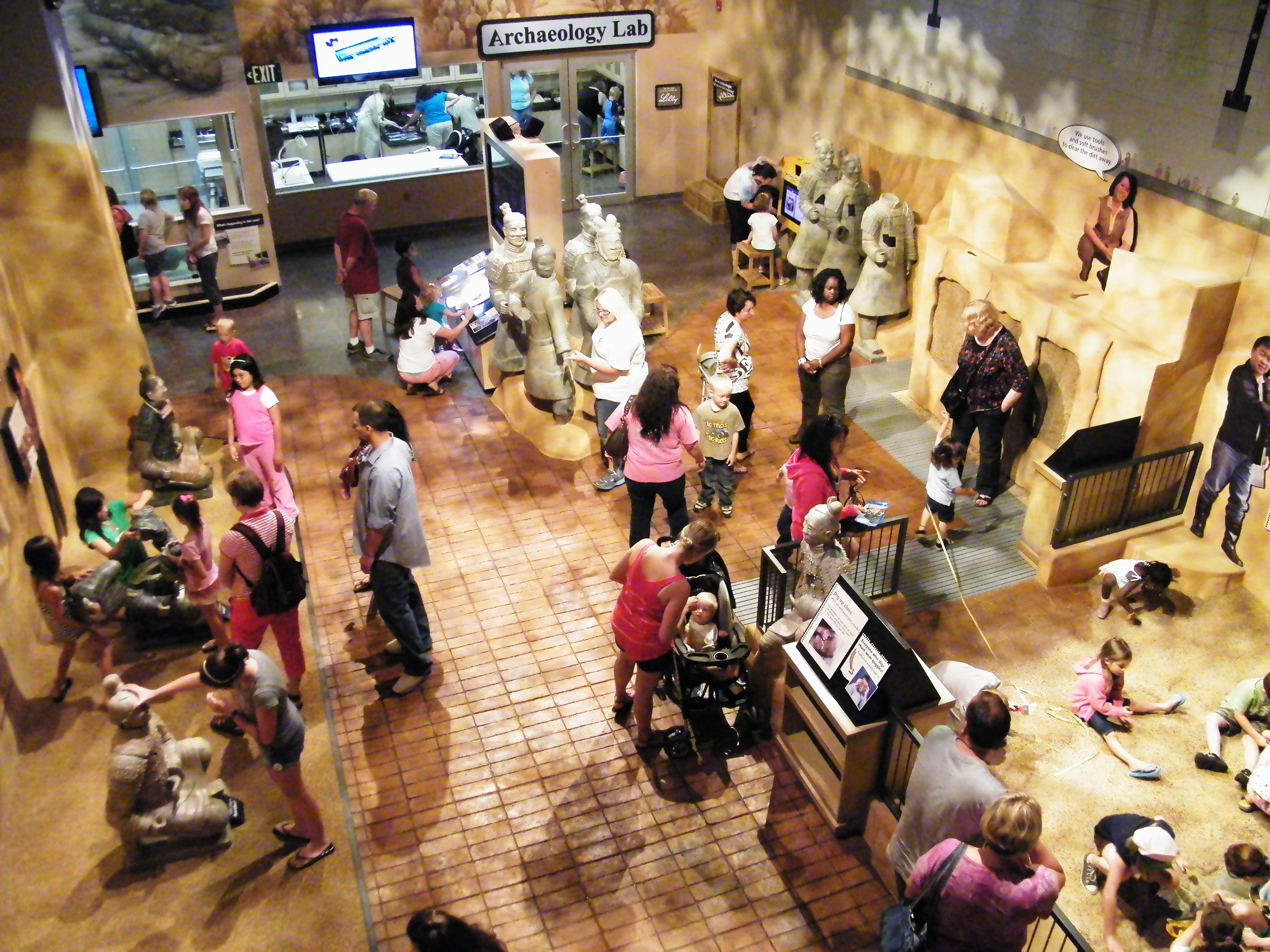
Interior del museo

Fundado en 1925 por Mary Stewart Carey con la ayuda de la ciudadanía de Indianápolis y de otras organizaciones, es la cuarta institución de este tipo más antigua del mundo. Se encuentra en su emplazamiento actual desde 1946, aunque el edificio actual se construyó en 1976, y ha tenido seis expansiones esenciales desde entonces. El museo ofrece miles de actividades anualmente, e incluye juegos en el Teatro Lilly, clases y talleres para niños escolares, exposiciones temporales y eventos de recaudación de fondos. Con un presupuesto en 2008 de 28.7 millones de dólares, tiene 400 empleados y 1500 voluntarios. Su estabilidad financiera está asegurada por una gran donación que se creó a inicios de la década de 1960, gestionada por una junta de administradores.

## Historia

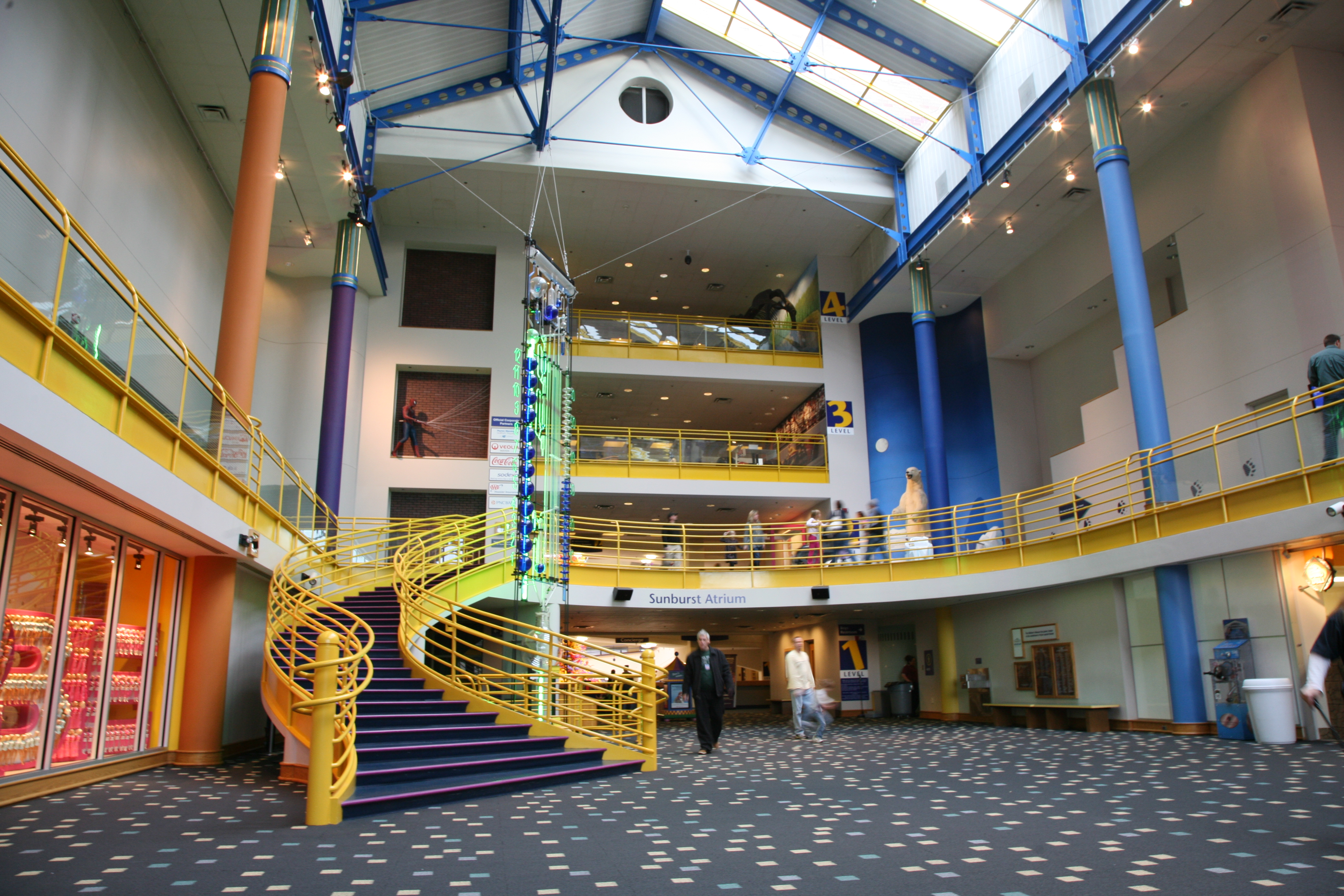
Interior del museo.

El Museo de los Niños de Indianápolis fue fundado en 1925 por Mary Stewart Carey, una patrona adinerada propietaria de la compañía Stewart-Carey Glass Company. Se inspiró para crear el museo después de una visita en 1924 al Brooklyn Children's Museum. Carey comenzó entonces una campaña para poner en marcha un museo infantil en Indianápolis y consiguió la ayuda de otros líderes locales y de la Asociación del Profesorado Progresista (Progressive Teacher's Association). Con su apoyo, el museo se abrió en un complejo de garajes. Se constituyó un consejo de administración para sacar adelante el proyecto, y se eligió a Carey como primera presidenta. Las primeras exposiciones las llevaron a cabo los propios escolares. Con el tiempo, Carey buscó una instalación más grande y, después de dos traslados, finalmente llevó el museo a su propia mansión, en la calle Meridian, en 1926. El mismo año se contrató al primer conservador, Arthur Carr. Carr transformaba los proyectos de Carey en exposiciones y gestionaba el museo. Las primeras exposiciones permanentes trataron sobre la marina (véase marina de guerra o armada y marina mercante), Japón, los pioneros, arqueología y naturaleza. Por la década de 1930 se empezó a contratar más y Carr se convirtió en director tras la muerte de Carey en 1938. Entonces, el museo comenzó a ofrecer visitas comentadas a los niños de primaria, a organizar exposiciones itinerantes que se exhibían en las escuelas de la zona y a llevar a cabo actos de recaudación de fondos.
En 1942, Carr se jubiló y Grace Golden se convirtió en la nueva directora. Golden buscó maneras de promover y expandir el museo, así como subvenciones de la Indianapolis Foundation, de la Lilly Endowment y de miembros de la familia de Eli Lilly. También consiguió algunos patrocinios corporativos importantes. La nueva situación financiera permitió al museo adquirir su propio edificio, una antigua mansión en North Meridian Street. Golden también comenzó una diversificación de las exposiciones del museo, en vez de confiar en donaciones locales. Creó exitosas asociaciones con otros museos, con los que empezó a intercambiar objetos. Golden también inició un programa Junior de docencia, creó dos espectáculos de televisión semanales para la emisión local y comenzó un programa de interpretación.
En 1964, Golden renunció al cargo, que fue asumido por Mildred Compton, quien permanecería como directora hasta 1982. Inició un nuevo modelo de negocio, que incluía el pago de entradas. Creó los primeros planes financieros a largo plazo y comenzó campañas de publicidad para conseguir donaciones e incrementar las visitas. El museo progresó estandarizando y catalogando sus colecciones y archivos para conseguir el reconocimiento y la acreditación de la Alianza Americana de Museos. Durante este periodo se amplió la exposición permanente con galerías como la de Ciencias Físicas en 1967, la locomotora Reuben Wells en 1968 y la Galería de Trenes en 1970.
En 1973, se alcanzó un total de 8.7 millones de dólares de financiación, lo que permitió la construcción del edificio actual. El museo viejo se demolió y se construyó el nuevo. Acabado en 1976, el nuevo museo tenía instalaciones de conservación y almacenamiento más modernas, aulas y un teatro con 350 sillas, el Ruth Allison Lilly Theater, así como un área de exposición de cinco plantas, mucho mayor que la anterior. Se incluyeron nuevas exposiciones y atracciones para la gran apertura; por ejemplo, un tiovivo, una caverna y el esqueleto de un mastodonte.

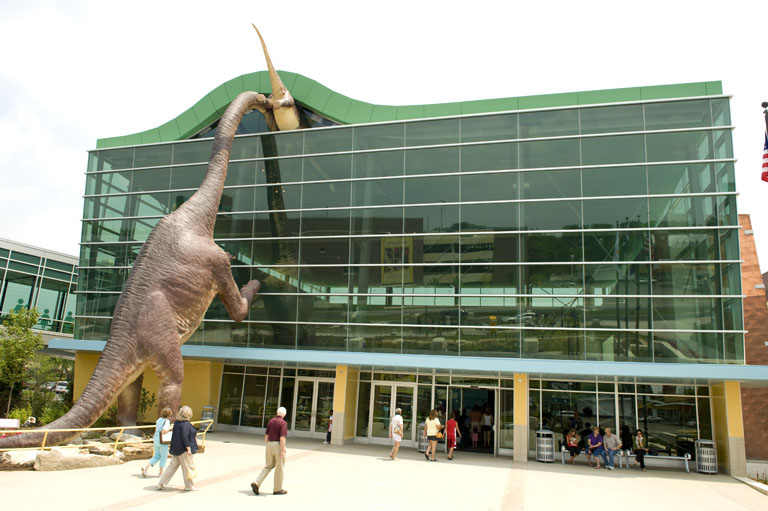
Centro de Bienvenida y braquiosaurio, instalados en 2009.

Peter Sterling se convirtió en director en 1982 y continuó siguiendo una política de crecimiento para el museo. En 1983 añadió un restaurante y un jardín al aire libre, y en 1984 consiguió la donación de la colección Caplan de arte folclórico, con más de 50 000 elementos, con lo que casi se duplicó la colección del museo. En 1987, el museo emprendía un proyecto de expansión, que costaría 14 millones de dólares, con la construcción de una entrada central, un planetario y la ampliación de la zona de exposiciones. En 1990, una subvención del Lilly Endowment financió la construcción del Eli Lilly Center para la Exploración.
En 1992 el museo ofrecía 4000 actividades programadas al año y tenía una asistencia de 835 000 visitantes anuales. Tenía 165 empleados contratados a jornada completa, 227 empleados a tiempo parcial y 850 voluntarios. Los ingresos de 1992 fueron de 12.4 millones de dólares.
En 1996, se inauguró un cine de gran formato, con 310 localidades, llamado CineDome. En 2004, el museo añadía un aparcamiento de 950 plazas y el CineDome se convirtió en la Dinosphere, que se construyó dentro y alrededor del anterior CineDome. El centro de bienvenida se amplió por última vez en 2009.

## Exposiciones

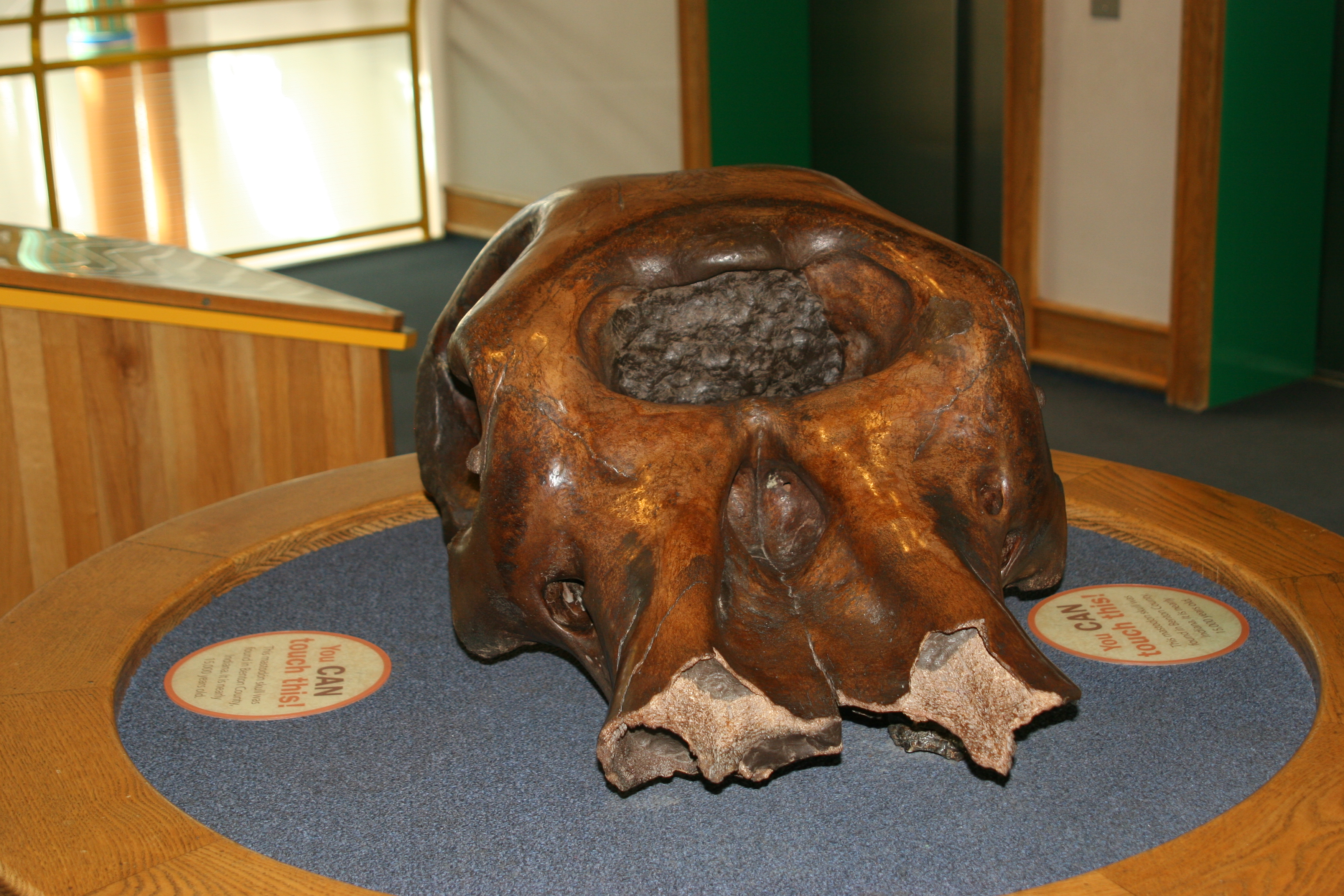
Exposición de cráneos de mastodonte.
El museo anima a los niños a tocar los objetos de muchas de sus exposiciones.

La escalera principal del museo es una rampa en espiral gigante que permite a los visitantes acceder a cinco niveles del museo ya sea caminando, en sillas de ruedas o andadores. En 2006, el artista Dale Chihuly instaló una escultura de cristal de cuatro plantas de altura dentro del atrio central de la gigante rampa de espiral. La escultura se llama Fuegos artificiales de vidrio y es acompañada por una exposición de los métodos de soplado de vidrio de Chihuly.

### Sótano
En el sótano se puede ver la exposición National Geographic: Treasures of the Earth desde el 11 de junio de 2011.
También hay un planetario, un cine y una locomotora de 5 000 kg diseñada por Reuben Wells en 1868 para conquistar el cerro de Madison de Indiana. El motor es adjunto a un caboose del Ferrocarril de Pennsylvania que los visitantes pueden encontrar en la galería All Aboard!.

### Planta baja
En la planta baja se encuentra el Centro de Bienvenida, con esculturas de braquiosaurios adultos y juveniles que suben al frente. Fueron creadas por Gary Staab y pintadas por Brian Cooley, también responsable de algunas de las figuras de la Dinosphere. Fuera del museo está el jardín de las Siete Maravillas del Mundo. En este nivel también se encuentra el reloj de agua más grande de América del Norte. 

### Primer piso
El primer nivel ofrece muchas de las exposiciones provisionales del museo. La única exposición semipermanente en el nivel es la galería Take Me There, aunque su contenido ha cambiado periódicamente y se ha estado exhibiendo una cultura diferente cada dos o tres años. En 2009, la exposición presentaba la cultura del Egipto moderno, y se llamó Take Me There: Egypt. 

### Segundo piso
El segundo nivel presenta The Power of Children: Making a Difference, una exposición permanente que presenta las historias de Ana Frank, Ruby Bridges y Ryan White y el impacto que estos niños tuvieron sobre el mundo. El propósito de The Power of Children es crear un ambiente de ayuda donde la gente pueda examinar y hablar de asuntos relacionados con el prejuicio y la discriminación y buscar soluciones a los problemas con intérpretes en primera persona, teatro en vivo y otros artefactos diseñados para ayudar a que el público comprenda lo ocurrido en las vidas de Frank, Bridges y White. La galería tiene sonidos, iluminación dramática, citas e interactivos.
La segunda exposición permanente del segundo piso es Story Avenue, donde los visitantes pueden caminar a través de una comunidad afroamericana simulada con maniquíes de tamaño real que hablan cuando pasan los visitantes. La exposición se centra en la narración de tradiciones orales de los afroamericanos. También está el área de juego preescolar, llamada Playscape, diseñada para niños de cinco años y para otros todavía más pequeños.

### Tercer piso
En la parte superior de la rampa, en el tercer piso, se encuentra la casa de muñecas Ball Dollhouse. Una de las exposiciones más populares del museo es el Carrusel de Broad Ripple Park, instalado en el tercer piso. El carrusel se construyó originalmente para el parque de atracciones White City Amusement Park (actualmente el Broad Ripple Park) en 1917 y se restauró y reinstaló en este museo en 1973. El carrusel se considera un Hito Histórico Nacional. 
También está la exposición Trabajos de ciencia, dedicada a las ciencias naturales y a las ciencias físicas. Los niños pueden construir barcos de juguete para flotar a lo largo de un canal de agua, jugar en una zona de construcción, levantar un arco, escalar una pared de roca, gatear a través de túneles y participar en otras actividades. Dentro de Trabajos de ciencia, se encuentra el Laboratorio de Biotecnología, que organiza eventos periódicos que se centran en el futuro del ADN y la química, y SciencePort, que se centra en la biología de las plantas.

### Dinosphere

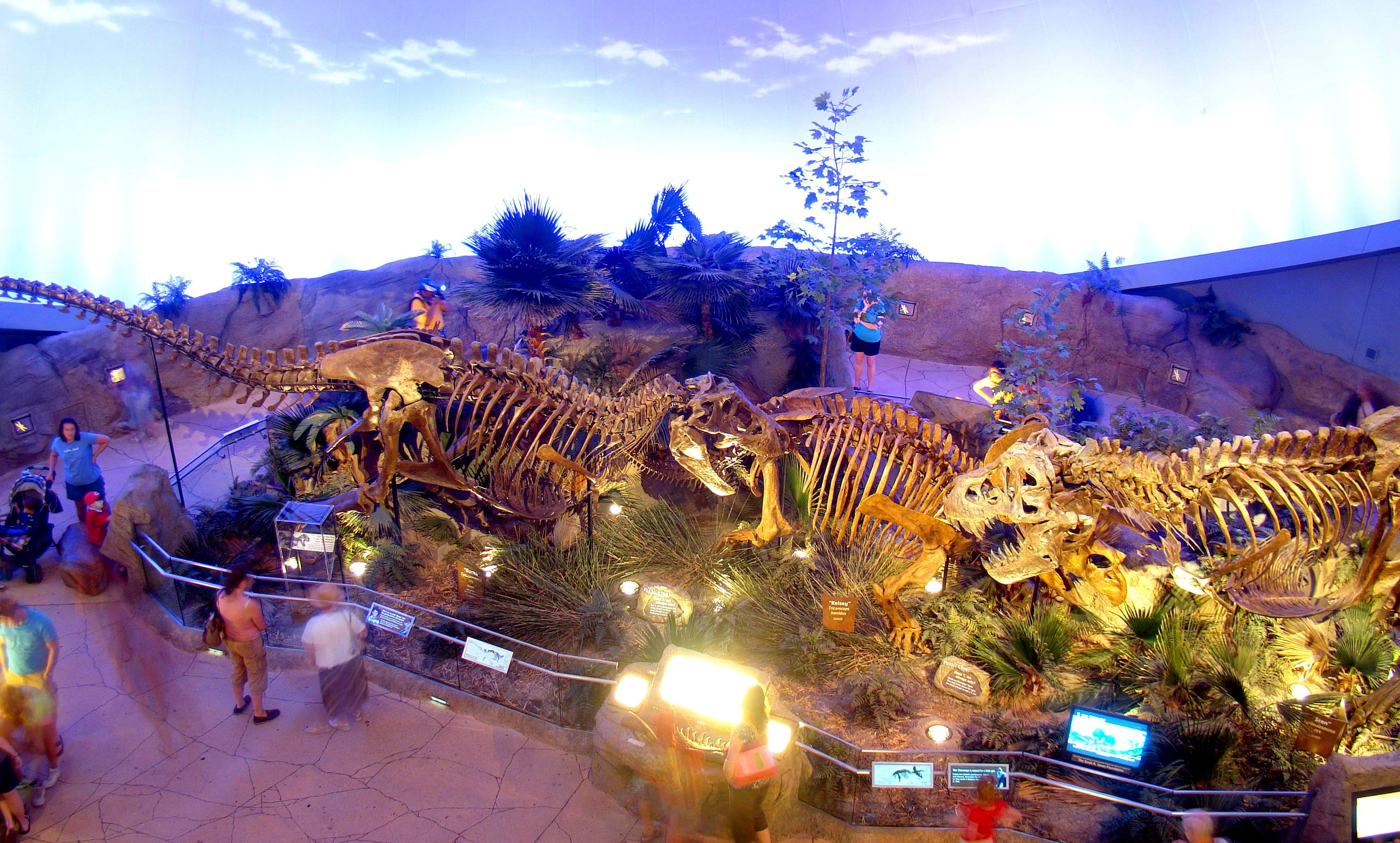
Vista panorámica de Dinosphere

Dinosphere está conectado al museo principal por varios puntos. Anteriormente, Dinosphere era el cine CineDome. Presenta una experiencia son et lumière que simula un día en el último periodo del Cretácico, hace 65 millones de años. El centro del espacio de exposición incluye tres escenas temáticas de fósiles. Los visitantes pueden realizar excavaciones de fósiles, tocar un fósil real de Tyrannosaurus rex y hablar con paleontolólogos. Dinosphere es una de las exhibiciones familiares de fósiles y de dinosaurios más grandes de los Estados Unidos. La exposición presenta varias especies de dinosaurios, que incluye Hypacrosaurus, Prenoceratops, Tyrannosaurus rex, Triceratops, Gorgosaurus, Maiasaura, Bambiraptor, Oviraptor y Dracorex hogwartsia. También se presentan algunas criaturas que no son dinosaurios, como Didelphodon, Sarcosuchus (supercroc) y un Pteranodon.